# Кяркнаська сільська рада
Кя́ркнаська сільська рада (ест. Kärkna külanõukogu, рос. Кяркнаский сельский совет) — сільська рада в Естонській РСР, адміністративно-територіальна одиниця в складі повіту Тартумаа (1945—1950) та Тартуського району (1950—1954).

## Населені пункти
Сільській раді підпорядковувалися села: Киллусте (Kõlluste), Ламміку (Lammiku), Метснука (Metsnuka), Мийза (Mõisa), Ниела (Nõela), Пупаствере (Pupastvere), Иві (Õvi).

## Історія
13 вересня 1945 року на території волості Ексі в Тартуському повіті утворена Кяркнаська сільська рада з центром у селі Мийза. Головою сільської ради обраний Роберт Куслап (Robert Kuslap), секретарем — Хельга Кельдер (Helga Kelder).
26 вересня 1950 року, після скасування в Естонській РСР повітового та волосного поділу, сільська рада ввійшла до складу новоутвореного Тартуського сільського району.
20 березня 1954 року відбулася зміна кордонів між районами Естонської РСР, зокрема з Кяркнаської та Кукуліннаської сільрад Тартуського району виключені 302,36 га земель  колгоспу «Нове життя» («Uus Elu») і приєднані до Иванурмеської та Кооґіської сільських рад Йиґеваського району.
17 червня 1954 року в процесі укрупнення сільських рад Естонської РСР Кяркнаська сільська рада ліквідована. Її територія склала південну частину новоутвореної Ексіської сільської ради.